# 4.ª etapa de la Vuelta a España 2022
La 4.ª etapa de la Vuelta a España 2022 tuvo lugar el 23 de agosto de 2022 entre Vitoria y Laguardia sobre un recorrido de 152,5 km. El vencedor fue el esloveno Primož Roglič del equipo Jumbo-Visma, quien a su vez se convirtió en el nuevo líder de la carrera.

## Clasificación de la etapa
| Vitoria - Laguardia | etapa de media montaña | (153,5 km) |

| \| Clasificación de la etapa \| Clasificación de la etapa \| Clasificación de la etapa \| Clasificación de la etapa \| Clasificación de la etapa \| \| Ciclista \| Ciclista \| Equipo \| Tiempo \| \| \| ------------------------- \| ------------------------- \| ------------------------- \| ------------------------- \| ------------------------- \| \| 1.º \| Primož Roglič \| Jumbo-Visma \| 3 h 31 min 05 s \| \| \| 2.º \| Mads Pedersen \| Trek-Segafredo \| + 0 s \| \| \| 3.º \| Enric Mas \| Movistar Team \| + 0 s \| \| \| 4.º \| Quentin Pacher \| Groupama-FDJ \| + 0 s \| \| \| 5.º \| Pavel Sivakov \| Ineos Grenadiers \| + 0 s \| \| \| 6.º \| Ben O'Connor \| AG2R Citroën Team \| + 0 s \| \| \| 7.º \| Ethan Hayter \| Ineos Grenadiers \| + 0 s \| \| \| 8.º \| Remco Evenepoel \| Quick-Step Alpha Vinyl \| + 0 s \| \| \| 9.º \| Wilco Kelderman \| Bora-Hansgrohe \| + 0 s \| \| \| 10.º \| Jai Hindley \| Bora-Hansgrohe \| + 0 s \| \| |                 |                        |                 |
| |                 |                        |                 |
| Fuente: ProCyclingStats |                 |                        |                 |
| Clasificación de la etapa |                 |                        |                 |
| Ciclista | Ciclista        | Equipo                 | Tiempo          |
| 1.º | Primož Roglič   | Jumbo-Visma            | 3 h 31 min 05 s |
| 2.º | Mads Pedersen   | Trek-Segafredo         | + 0 s           |
| 3.º | Enric Mas       | Movistar Team          | + 0 s           |
| 4.º | Quentin Pacher  | Groupama-FDJ           | + 0 s           |
| 5.º | Pavel Sivakov   | Ineos Grenadiers       | + 0 s           |
| 6.º | Ben O'Connor    | AG2R Citroën Team      | + 0 s           |
| 7.º | Ethan Hayter    | Ineos Grenadiers       | + 0 s           |
| 8.º | Remco Evenepoel | Quick-Step Alpha Vinyl | + 0 s           |
| 9.º | Wilco Kelderman | Bora-Hansgrohe         | + 0 s           |
| 10.º | Jai Hindley     | Bora-Hansgrohe         | + 0 s           |

## Clasificaciones al final de la etapa

### Clasificación general
| \| Clasificación general \| Clasificación general \| Clasificación general \| Clasificación general \| Clasificación general \| \| Ciclista \| Ciclista \| Equipo \| Tiempo \| \| \| --------------------- \| --------------------- \| ---------------------- \| --------------------- \| --------------------- \| \| 1.º \| Primož Roglič \| Jumbo-Visma \| 11 h 50 min 59 s \| \| \| 2.º \| Sepp Kuss \| Jumbo-Visma \| + 13 s \| \| \| 3.º \| Ethan Hayter \| Ineos Grenadiers \| + 26 s \| \| \| 4.º \| Pavel Sivakov \| Ineos Grenadiers \| + 26 s \| \| \| 5.º \| Tao Geoghegan Hart \| Ineos Grenadiers \| + 26 s \| \| \| 6.º \| Remco Evenepoel \| Quick-Step Alpha Vinyl \| + 27 s \| \| \| 7.º \| Richard Carapaz \| Ineos Grenadiers \| + 33 s \| \| \| 8.º \| Carlos Rodríguez \| Ineos Grenadiers \| + 33 s \| \| \| 9.º \| Mads Pedersen \| Trek-Segafredo \| + 34 s \| \| \| 10.º \| Simon Yates \| BikeExchange-Jayco \| + 51 s \| \| |                    |                        |                  |
| |                    |                        |                  |
| Fuente: ProCyclingStats |                    |                        |                  |
| Clasificación general |                    |                        |                  |
| Ciclista | Ciclista           | Equipo                 | Tiempo           |
| 1.º | Primož Roglič      | Jumbo-Visma            | 11 h 50 min 59 s |
| 2.º | Sepp Kuss          | Jumbo-Visma            | + 13 s           |
| 3.º | Ethan Hayter       | Ineos Grenadiers       | + 26 s           |
| 4.º | Pavel Sivakov      | Ineos Grenadiers       | + 26 s           |
| 5.º | Tao Geoghegan Hart | Ineos Grenadiers       | + 26 s           |
| 6.º | Remco Evenepoel    | Quick-Step Alpha Vinyl | + 27 s           |
| 7.º | Richard Carapaz    | Ineos Grenadiers       | + 33 s           |
| 8.º | Carlos Rodríguez   | Ineos Grenadiers       | + 33 s           |
| 9.º | Mads Pedersen      | Trek-Segafredo         | + 34 s           |
| 10.º | Simon Yates        | BikeExchange-Jayco     | + 51 s           |

### Clasificación por puntos
| Clasificación por puntos | Clasificación por puntos | Clasificación por puntos | Clasificación por puntos | Clasificación por puntos |
| Ciclista                 | Ciclista                 | Equipo                   | Puntos                   |                          |
| ------------------------ | ------------------------ | ------------------------ | ------------------------ | ------------------------ |
| 1.º                      | Sam Bennett              | Bora-Hansgrohe           | 127 pts                  |                          |
| 2.º                      | Mads Pedersen            | Trek-Segafredo           | 118 pts                  |                          |
| 3.º                      | Pascal Ackermann         | UAE Team Emirates        | 34 pts                   |                          |
| 4.º                      | Tim Merlier              | Alpecin-Deceuninck       | 34 pts                   |                          |
| 5.º                      | Daniel McLay             | Arkéa-Samsic             | 34 pts                   |                          |
| 6.º                      | Primož Roglič            | Jumbo-Visma              | 30 pts                   |                          |
| 7.º                      | Ethan Hayter             | Ineos Grenadiers         | 30 pts                   |                          |
| 8.º                      | Enric Mas                | Movistar Team            | 22 pts                   |                          |
| 9.º                      | James Shaw               | EF Education-EasyPost    | 20 pts                   |                          |
| 10.º                     | Thomas de Gendt          | Lotto-Soudal             | 20 pts                   |                          |

### Clasificación de la montaña
| Clasificación de la montaña | Clasificación de la montaña | Clasificación de la montaña | Clasificación de la montaña | Clasificación de la montaña |
| Ciclista                    | Ciclista                    | Equipo                      | Puntos                      |                             |
| --------------------------- | --------------------------- | --------------------------- | --------------------------- | --------------------------- |
| 1.º                         | Joan Bou                    | Euskaltel-Euskadi           | 5 pts                       |                             |
| 2.º                         | Primož Roglič               | Jumbo-Visma                 | 3 pts                       |                             |
| 3.º                         | Julius van den Berg         | EF Education-EasyPost       | 3 pts                       |                             |
| 4.º                         | Jarrad Drizners             | Lotto-Soudal                | 3 pts                       |                             |
| 5.º                         | Thomas de Gendt             | Lotto-Soudal                | 2 pts                       |                             |
| 6.º                         | Julian Alaphilippe          | Quick-Step Alpha Vinyl      | 2 pts                       |                             |
| 7.º                         | Jay Vine                    | Alpecin-Deceuninck          | 1 pt                        |                             |
| 8.º                         | Thibault Guernalec          | Arkéa-Samsic                | 1 pt                        |                             |
| 9.º                         | Ander Okamika               | Burgos-BH                   | 1 pt                        |                             |

### Clasificación de los jóvenes
| Clasificación del mejor joven | Clasificación del mejor joven | Clasificación del mejor joven | Clasificación del mejor joven | Clasificación del mejor joven |
| Ciclista                      | Ciclista                      | Equipo                        | Tiempo                        |                               |
| ----------------------------- | ----------------------------- | ----------------------------- | ----------------------------- | ----------------------------- |
| 1.º                           | Ethan Hayter                  | Ineos Grenadiers              | 11 h 51 min 25 s              |                               |
| 2.º                           | Pavel Sivakov                 | Ineos Grenadiers              | + 0 s                         |                               |
| 3.º                           | Remco Evenepoel               | Quick-Step Alpha Vinyl        | + 1 s                         |                               |
| 4.º                           | Carlos Rodríguez              | Ineos Grenadiers              | + 7 s                         |                               |
| 5.º                           | João Almeida                  | UAE Team Emirates             | + 27 s                        |                               |
| 6.º                           | Juan Ayuso                    | UAE Team Emirates             | + 27 s                        |                               |
| 7.º                           | Brandon McNulty               | UAE Team Emirates             | + 27 s                        |                               |
| 8.º                           | Sergio Higuita                | Bora-Hansgrohe                | + 35 s                        |                               |
| 9.º                           | Gino Mäder                    | Bahrain Victorious            | + 36 s                        |                               |
| 10.º                          | Juan Pedro López              | Trek-Segafredo                | + 36 s                        |                               |

### Clasificación por equipos
| Clasificación por equipos | Clasificación por equipos | Clasificación por equipos | Clasificación por equipos |
| Equipo                    | Equipo                    | Tiempo                    |                           |
| ------------------------- | ------------------------- | ------------------------- | ------------------------- |
| 1.º                       | Ineos Grenadiers          | 34 h 44 min 29 s          |                           |
| 2.º                       | Bora-Hansgrohe            | + 35 s                    |                           |
| 3.º                       | Jumbo-Visma               | + 36 s                    |                           |
| 4.º                       | BikeExchange-Jayco        | + 39 s                    |                           |
| 5.º                       | UAE Team Emirates         | + 41 s                    |                           |
| 6.º                       | Trek-Segafredo            | + 43 s                    |                           |
| 7.º                       | Movistar Team             | + 44 s                    |                           |
| 8.º                       | Groupama-FDJ              | + 49 s                    |                           |
| 9.º                       | Bahrain Victorious        | + 50 s                    |                           |
| 10.º                      | Quick-Step Alpha Vinyl    | + 1 min 22 s              |                           |

## Abandonos
Ninguno.